# SpaceX CRS-22
SpaceX CRS-22 – druga bezzałogowa misja zaopatrzeniowa statku Dragon 2 firmy SpaceX do Międzynarodowej Stacji Kosmicznej. Statek Dragon 2 wystartował 3 czerwca 2021 z kosmodromu Cape Canaveral na Florydzie. W statku Dragon 2 C209 znalazło się 3,3 t towaru. W niehermetyzowanej sekcji umieszczono ważącą 1380 kg parę paneli słonecznych IROSA. To pierwsze dwa egzemplarze nowych skrzydeł paneli fotowoltaicznych z 6 jakie mają zostać zamontowane na stacji. W hermetyzowanej kapsule znalazło się 1948 kg towaru, w tym m.in. 920 kg eksperymentów naukowych i 341 kg zaopatrzenia dla załogi. 